# روث بیشاپ
روث فرانسیس بیشاپ AC (12 مه ۱۹۳۳ – ۱۲ مه ۲۰۲۲) یک ویروس‌شناس استرالیایی و یکی از اعضای برجسته تیم کشف روتاویروس انسانی بود. او به مدت پنج سال رئیس کمیته بیماری‌های اسهالی در سازمان بهداشت جهانی و اولین زن دریافت‌کننده مدال فلوری و فردی از فهرست افتخاری زنان ویکتوریایی بود.

## زندگی‌نامه
بیشاپ در دندونگ، ویکتوریا متولد و در فرانکستون، جایی که پدرش مدیر دبیرستان فرانکستون بود، بزرگ شد.
بیشاپ مدرک کارشناسی علوم خود را در سال ۱۹۵۴ با گرایش میکروبیولوژی و به دنبال آن مدرک کارشناسی ارشد خود را در سال ۱۹۵۸ در همین رشته دریافت کرد. روث در سال ۱۹۶۱ با مدرک دکترای میکروبیولوژی فارغ‌التحصیل شد.
در سال ۱۹۷۳، بیشاپ، همراه با جفری دیویدسون (در بیمارستان سلطنتی کودکان) و همکارانش ایان هلمز و برایان راک (در دانشگاه ملبورن)، سلول‌های روده کودکان مبتلا به گاستروانتریت را بررسی کردند. نمونه‌برداری‌های روده‌ای در بیمارستان سلطنتی کودکان ملبورن استرالیا انجام گرفت و برای ایان هلمز و برایان راک (دانشگاه ملبورن) فرستاده شد تا با میکروسکوپ الکترونی مورد بررسی قرار گیرند.
در زیر میکروسکوپ الکترونی مشاهده شد که سلول‌ها با ویروس‌هایی آلوده شده‌اند که در ابتدا «دوویروس» نام گرفتند (زیرا در دوازدهه قرار داشتند و دارای کپسید دوگانه بودند). نام «روتاویروس» بعدها توسط ویروس‌شناس ایرلندی، توماس هنری فلویت، به دلیل شکل گرد و چرخ مانند ذرات ویروس پیشنهاد شد. روتاویروس‌ها باعث اسهال و استفراغ در کودکان خردسال می‌شوند و عامل اصلی مرگ و میر در کشورهای در حال توسعه هستند. در حال حاضر سالانه سه هزار کودک مبتلا به روتاویروس در بیمارستان بستری می‌شوند که ۱۰۰۰۰ نفر نسبت به قبل از معرفی واکسن این ویروس در سال ۲۰۰۷ کمتر است. بیشاپ عنوان نمود، اختراع میکروسکوپ الکترونی به او در این کشف این ویروس کمک بزرگی کرده‌است. کشف این تیم منجر به تلاش جهانی برای کنترل روتاویروس شد.
بیشاپ همچنین آثارِ نظری‌ای در مورد الگوهای اپیدمیولوژیک عفونت روتاویروس منتشر کرد. بیشاپ از سال ۱۹۸۳ تا ۱۹۸۸ رئیس کمیته بیماری‌های اسهالی در سازمان جهانی بهداشت (WHO) بود.

## جوایز و افتخارات

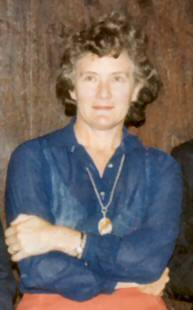
بیشاپ در سال ۱۹۸۰

بیشاپ در جشن تولد ملکه انگلیس در سال ۱۹۹۶ به عنوان افتخاری استرالیا (AO)، به پاس قدردانی از خدماتش و تحقیقات پزشکی، به ویژه به خاطر کمک‌هایش در درک بیماری گاستروانتریت در کودکان، دست یافت. در جشن تولد ملکه (۲۰۱۹)، او به دلیل «خدمات برجسته به سلامت جهانی کودکان از طریق توسعه واکسن‌های بهبودیافته برای گاستروانتریت کودکان و تحقیقات پزشکی» به عنوان همراه درجه استرالیا (AC) ارتقا یافت.
در سال ۲۰۰۱، او به فهرست افتخاری زنان ویکتوریایی معرفی شد و در سال ۲۰۱۱، جایزه شاهزاده ماهیدول را توسط خانواده سلطنتی تایلند به دلیل دستاوردهای برجسته در سلامت عمومی دریافت کرد.
بیشاپ در سال ۲۰۱۳ به دلیل کشف روتاویروس و کارهای بعدی برای کمک به ساخت واکسن، مدال فلوری را نیز دریافت کرد. این مدال به منظور تجلیل از دستاوردهای قابل توجه در تحقیقات زیست پزشکی اهدا می‌گردد. این اولین بار بود که این جایزه به یک زن داده می‌شد.
در سال ۲۰۲۰، ساختمان بیو۲۱ مستقر در ملبورن، نام ساختمان جدید تصویربرداری خود را به «ساختمان روث بیشاپ»، که مرکز تصویربرداری یان هلمز دانشگاه ملبورن در آن قرار دارد، تغییر داد.